# Филюшин, Сергей Александрович
Серге́й Алекса́ндрович Филю́шин (род. 22 марта 1976, Октябрьский, БАССР, СССР) — российский спидвейный гонщик. Чемпион России в командном зачёте, вице-чемпион России в личном зачёте, вице-чемпион Европы в парном зачёте.

## Биография
Родился в 1976 в Октябрьском, где с 1990 начал заниматься спидвеем в системе клуба «Нефтяник» (далее «Строитель», далее «Лукойл»). В первых соревнованиях принял участие в 1992 г.
С 1993 начал участвовать в розыгрышах КЧР в составе октябрьского клуба.
Сезоны 1995—1997 провел в команде «Восток», став бронзовым призёром личного юниорского первенства страны, но в 1999 г. вернулся в октябрьскую команду «Лукойл», где стал чемпионом страны-1999. За «Лукойл» спортсмен выступал до 2007 г. В 2001 завоевал серебряную медаль ЛЧР.
В 2004 завоевал серебряную медаль Чемпионата Европы среди пар вместе с Ренатом Гафуровым и Семёном Власовым.
Из-за травмы был вынужден полностью пропустить сезон 2005.
В 2006 г. спортсмен был заявлен в составе клуба «Спидвей-Центр» (Даугавпилс) для участия во II Польской лиге, но не принял участия ни в одной гонке.
Перед началом сезона 2007 получил травму и снова не принимал участие в чемпионате. Перед началом сезона 2008 перешёл из «Лукойла» в «Восток», но был отстранен от тренировок и гонок за нарушение дисциплины и снова не принял участие в сезоне.

## Среднезаездный результат
| Лига        | 1993            | 1994            | 1995         | 1996         | 1997         | 1998 | 1999         | 2000 | 2001         | 2002         | 2003         | 2004         | 2005 | 2006         |
| ----------- | --------------- | --------------- | ------------ | ------------ | ------------ | ---- | ------------ | ---- | ------------ | ------------ | ------------ | ------------ | ---- | ------------ |
| Флаг России | 0,400 Строитель | 1,000 Строитель | 1,130 Восток | 0,933 Восток | 1,308 Восток | -    | 2,134 Лукойл | -    | 1,783 Лукойл | 2,037 Лукойл | 2,500 Лукойл | 2,395 Лукойл | -    | 2,134 Лукойл |

## Достижения
| - Чемпионат России по спидвею среди юниоров: в личном зачёте — 3 место (2006) - Чемпионат России по спидвею в командном зачёте — 1 место (1999), 2 место (1993, 1994, 1996, 2001, 2002, 2003, 2004, 2006), 3 место (1997) в личном зачёте — 2 место (2001) | На международных соревнованиях Взрослые соревнования ПЧЕ — 2 место (2004) |  |